# Apertura de flanco
Una apertura de flanco es una apertura de ajedrez que juega el blanco caracterizada por desarrollarse en uno o ambos flancos (porción del tablero fuera de las columnas centrales d y e). Las blancas juegan en estilo hipermoderno, atacando el flanco con piezas en lugar de ocuparlo con peones. Estas aperturas se juegan a menudo, y 1.Cf3 y 1.c4 siguen en popularidad solo a 1.e4 y 1.d4 como movimientos de apertura.

## Clasificación
- 1.c4 – Apertura Inglesa
- 1.Cf3 –Apertura Zukertort – típicamente se continua con el fianchetto de uno o ambos alfiles y sin un temprano d4, puede llevar a la apertura Reti.
- 1.f4 - Apertura Bird
- 1.b3 - Apertura Larsen
- 1.g3 - Fianchetto de rey, también conocida como apertura Benko.

Además, otras aperturas de flanco consideradas irregulares:
- 1.a3 @– Apertura Anderssen
- 1.a4 @– Apertura Ware
- 1.b4 @– Apertura Sokolsky también conocida como Polaca o Orangután.
- 1.c3 @– Apertura Zaragoza
- 1.f3 @– Apertura Barnes, también conocida como Apertura de Gedult.
- 1.G4 @– Ataque Grob
- 1.h3 @– Apertura Clemenz o Ataque Basman
- 1.h4 @– Apertura Desprez o Apertura Kadas.
- 1.Na3 @– Apertura Durkin, también conocida como Ataque Durkin o Ataque Sodio.
- 1.Nc3 @– Apertura Dunst
- 1.Nh3 @– Apertura Amar también conocida como Apertura París.

## Apertura Zukertort (1.Cf3)
Si el blanco comienza con 1.Cf3, la apertura a menudo se convierte en una de las aperturas con d4 (apertura cerrada o apertura semiabierta) siguiendo un orden diferente de jugadas (lo que se llama transposición), pero aperturas distintivas como la Reti o el ataque indio de rey son también comunes. La Reti se caracteriza porque el blanco juega 1.Cf3 poniendo en fianchetto uno o ambos alfiles, y sin jugar un temprano d4 (que generalmente transpone a una de las aperturas con 1.d4).
El ataque indio de Rey es un sistema de desarrollo que las blancas puede utilizar en respuesta a casi cualquier apertura de las negras. El desarrollo característico del ataque es 1.Cf3, 2.g3, 3.Ag2, 4.0-0, 5.d3, 6.Cbd2, y 7.e4, a pesar de que estos movimientos pueden ser jugados en muchos órdenes diferentes. De hecho, este ataque se realiza más frecuentemente después de 1.e4 cuando las blancas lo utilizan para responder a un intento negro de jugar una de las apertura semiabiertas  como la Caro-Kann, la Francesa, o la Siciliana, o incluso las aperturas abiertas que suelen seguir a 1.e4 e5. Su mayor atractivo puede ser que adoptando un patrón fijo de desarrollo las blancas evitan la gran cantidad de estudio de teoría de aperturas que se necesita para afrontar las muchas respuestas negras a 1.e4.

## Apertura Inglesa (1.c4)
|       |       |       |       |       |       |       |       |       |  |
|       | a8 rd | b8 nd | c8 bd | d8 qd | e8 kd | f8 bd | g8 nd | h8 rd |  |
| a7 pd | b7 pd | c7 pd | d7 pd | e7 pd | f7 pd | g7 pd | h7 pd |       |  |
| a6    | b6    | c6    | d6    | e6    | f6    | g6    | h6    |       |  |
| a5    | b5    | c5    | d5    | e5    | f5    | g5    | h5    |       |  |
| a4    | b4    | c4 pl | d4    | e4    | f4    | g4    | h4    |       |  |
| a3    | b3    | c3    | d3    | e3    | f3    | g3    | h3    |       |  |
| a2 pl | b2 pl | c2    | d2 pl | e2 pl | f2 pl | g2 pl | h2 pl |       |  |
| a1 rl | b1 nl | c1 bl | d1 ql | e1 kl | f1 bl | g1 nl | h1 rl |       |  |
|       |       |       |       |       |       |       |       |       |  |

La Inglesa también transpone frecuentemente a una apertura d4, pero  puede desarrollar un carácter independiente, incluyendo variaciones simétricas (1.c4 c5) y la Defensa Siciliana invertida (1.c4 e5).

## Apertura Bird (1.f4)
|       |       |       |       |       |       |       |       |       |  |
|       | a8 rd | b8 nd | c8 bd | d8 qd | e8 kd | f8 bd | g8 nd | h8 rd |  |
| a7 pd | b7 pd | c7 pd | d7 pd | e7 pd | f7 pd | g7 pd | h7 pd |       |  |
| a6    | b6    | c6    | d6    | e6    | f6    | g6    | h6    |       |  |
| a5    | b5    | c5    | d5    | e5    | f5    | g5    | h5    |       |  |
| a4    | b4    | c4    | d4    | e4    | f4 pl | g4    | h4    |       |  |
| a3    | b3    | c3    | d3    | e3    | f3    | g3    | h3    |       |  |
| a2 pl | b2 pl | c2 pl | d2 pl | e2 pl | f2    | g2 pl | h2 pl |       |  |
| a1 rl | b1 nl | c1 bl | d1 ql | e1 kl | f1 bl | g1 nl | h1 rl |       |  |
|       |       |       |       |       |       |       |       |       |  |

Con la Apertura Bird las blancas intenta conseguir una firme posesión del escaque e5. La apertura puede parecerse a una Defensa holandesa invertida después de 1.f4 d5, o las negras puede intentar interrumpir la idea de las blancas jugando 1...e5!? (Gambito From).

## Otras
La Apertura Larsen (1.b3) y la Sokolsky (1.b4) aparecen ocasionalmente en partidas de grandes maestros. Benko Utilizó 1.g3 (Apertura Benko) para derrotar tanto a Fischer como a Tal en elTorneo de Candidatos de 1962 en Curaçao.

## Lecturas Adicionales
- Kosten, Tony; Palliser, Richard; Vigus, James (2008), Dangerous Weapons: Flank Openings, Everyman Chess, ISBN 978-1-85744-583-1.

- Datos: Q864567